# Terapia sistémica
La terapia sistémica es una disciplina terapéutica que se aplica para el tratamiento de disfunciones, trastornos y enfermedades concebidas como expresión de las alteraciones en las interacciones, estilos relacionales y patrones de comunicación humano, que está basada en la Teoría General de Sistemas enunciada por Ludwig von Bertalanffy. 

## Deslinde con la terapia familiar
La terapia sistémica se basa en un enfoque psicoterapéutico cuyos orígenes están en la terapia familiar, sin embargo, se diferencia de esta en tanto que la Terapia Sistémica no considera a la  familia como el único foco posible de atención terapéutica.
Así, aunque los conceptos y técnicas de la  Terapia Sistémica pueden aplicarse a las relaciones de pareja, equipos de trabajo, contextos escolares e individuales, el énfasis está puesto en la dinámica de los procesos de comunicación, en las interacciones entre los miembros del sistema y los subsistemas que lo componen. En el caso de la terapia sistémica individual el enfoque se orienta al cambio de los procesos de comunicación e interacción manteniendo la idea básica de comprender a la persona en su entorno, es decir, en el contexto del sistema del que forma parte.

## Desarrollo del enfoque terapéutico
Inicialmente la terapia sistémica se basó en la interacción bidireccional de las relaciones humanas con fenómenos de retroalimentación constantes que influyen en la conductas de los individuos. Siendo el patrón más afectado el llamado "miembro sintomático" o "paciente índice", es decir, aquel individuo quien, dentro de un sistema familiar, expresa cierta patología psiquiátrica o psicológica por la cual es referido a atención psicoterapéutica. Es por eso que en su origen, esta terapia se desarrolló para las familias en cuyo seno había alguien que sufría una enfermedad psíquica grave.
Sin embargo, con un mayor desarrollo teórico, el concepto de "enfermedad" fue inadecuado para designar fenómenos psíquicos que se relacionaban más con patrones de comunicación alterados o deficientes. Así, el "enfermo" resultaba ser más bien el portador de los síntomas de una dinámica disfuncional que ocurría en el sistema al que pertenece. 
La terapia familiar sistémica se desarrolló a lo largo de la segunda mitad del siglo XX. Salvador Minuchin realizó algunas aportaciones iniciales que derivaron en enfoques sistémicos menos directivos que no pretenden lograr la “objetividad” del terapeuta. Esta última idea está presente en la postura constructivista basada en los postulados epistemológicos de los biólogos chilenos Humberto Maturana y Francisco Varela.

## Clínica
La frecuencia de las sesiones suele ser menor que la observada en terapias de otras orientaciones. El tiempo entre sesiones puede ir de dos a seis semanas, mientras que el número total de sesiones es un promedio de entre 10-14 sesiones. El tiempo de atención específico para cada caso dependerá de los avances obtenidos a lo largo del proceso psicoterapéutico.
La terapia sistémica ha tenido logros como complemento en tratamientos de trastornos de la conducta alimentaria, drogodependencias y conductas infantiles disfuncionales, así como en ciertas depresiones clínicas donde la terapia sistémica de pareja ha resultado eficaz, aunque no tanto como otras aproximaciones clínicas. (faltan referencias)